# Octinodes coronadi
Octinodes coronadi is een keversoort uit de familie van de kniptorren (Elateridae). De wetenschappelijke naam van de soort werd in 1941 gepubliceerd door Knull.